# إجمالي المواد المذابة

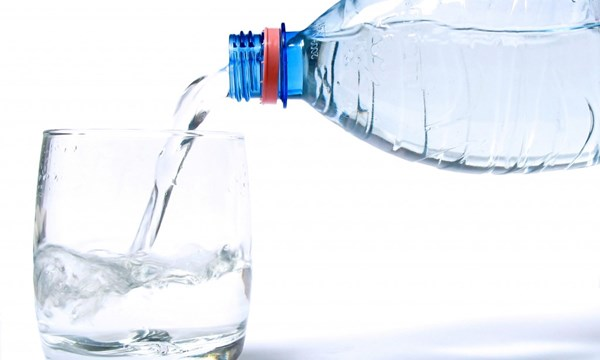

إجمالي المواد المذابة (TDS) هو مقدار تحليلي يعبر عن كمية المواد العضوية واللاعضوية التي يحتويها سائل سواء كانت مواد عالقة في صورة جزيئية أو أيونية. غالبا ما يستخدم هذا المصطلح عند التعامل مع المياه لوصف مدى صلاحيتها للشرب أو للغلايات البخارية مثلا.
يحتوي الماء على كربونات، بيكربونات، كلوريدات، كبريتات، فوسفات، نترات، كالسيوم، مغنيزيم، صوديوم، بوتاسيوم، حديد، منجنيز، وبعض المعادن، الغازات، ومواد مترسبة أخرى. يستعمل أيضا مصطلح الأملاح المذابة لنفس التعبير السابق.

## مقاييس المواد المذابة
تقاس كمية المواد المذابة بوحدة جزء في المليون ppm أو مل غرام/لتر. هناك خمسة مراتب من المواد المذابة:
- منخفضة جدا 0 - 50 ملي جرام/لتر
- منخفضة 50 - 250 مل غرام/لتر
- متوسطة 250 - 800 مل غرام/لتر
- مرتفعة 800 - 1500 مل غرام/لتر
- مرتفعة جدا> 1500 مل غرام/لتر

كما يمكن قياس المواد المذابة من خلال موصليتها للكهرباء بالعلاقة التقريبية
TDSppm or mg/l = 0.6 * Gumho/cm
حيث G الموصلية بوحدة ميكرومهو/سم

## المياة المعدنية
يجب أن تحتوي المياه المعدنية على كمية من المواد المذابة تتراوح بين 50 إلى 800 مل غرام/لتر. يطلق مصطلح «ماء معدني قليل المحتوى» على المياه التي تحتوي مواد مذابة أقل من 1500 ملغ/لتر و «ماء معدني عالي المحتوى» على المياه التي تحتوي مواد مذابة أكثر من 1500 ملغ/لتر.

## أمثلة
| الماء        | إجمالي المواد المذابة TDS |
| ------------ | ------------------------- |
| الماء المقطر | 0 ppm                     |
| ماء عذب      | 1 إلى 500 ppm             |
| ماء مسوس     | 500 إلى 30000 ppm         |
| ماء مالح     | 30000 إلى 40000 ppm       |
| البحر الميت  | > 40000 ppm               |